# Myrmecomiris
Myrmecomiris is een geslacht van wantsen uit de familie van de Miridae (Blindwantsen). Het geslacht werd voor het eerst wetenschappelijk beschreven door Maldonado in 1976.

## Soorten
Het genus is monotypisch en bevat alleen de volgende soort:

- Myrmecomiris clistogaster Maldonado, 1976